# Witali Iossifowitsch Goldanski
Witali Iossifowitsch Goldanski (russisch Виталий Иосифович Гольданский, englische Transkription Vitaly Goldansky; * 18. Juni 1923 in Witebsk; † 14. Januar 2001 in Moskau) war ein russischer Physiker und Chemiker.
Goldanski wuchs in Leningrad auf, wo er sein Studium begann, unterbrochen von der Belagerung im Zweiten Weltkrieg, in der er Soldat war. Noch während des Kriegs setzte er sein Studium in Kasan und Moskau fort und war nach dem Krieg im Semjonow Institut, wo er 1947 promoviert wurde (über chemische Katalyse). 1952 bis 1961 war er am Lebedew-Institut als Mitarbeiter von Wladimir Iossifowitsch Weksler. Danach war er wieder am Semjonow Institut für Chemische Physik, wo er Laborleiter, 1974 Abteilungsleiter und 1988 bis 1994 Direktor wurde. Außerdem lehrte er am Moskauer Institut für Physik und Technologie (MIPT) als Professor und an der Lomonossow-Universität.
Goldanski befasste sich anfangs mit Physikalischer Chemie und Chemie bei hohen Temperaturen und Kernchemie, später wandte er sich der experimentellen Elementarteilchenphysik am Beschleuniger in Dubna und experimenteller Kernphysik zu. Er befasste sich auch mit chemischen Reaktionen bei sehr niedrigen Temperaturen (wo Tunneleffekte bedeutsam werden) und Chemie von Positronen. Zuletzt befasste er sich mit dem Entstehen von Leben und den Ursachen der Chiralität in der Biologie.
Er sagte 1960 einen Kernzerfall mit zwei Protonen- bzw. Neutronen-Emission voraus, was 2002 experimentell bestätigt wurde (siehe Protonenemission). Er sagte auch 1967 mit Larkin einen nuklearen Josephson-Effekt (Übertragung eines Cooperpaars von Nukleonen zwischen superfluiden Kernen in Kernreaktionen) voraus, der ebenfalls später experimentell bestätigt wurde.
Er bestimmte die elektrische Polarisierbarkeit von Protonen (1960) und studierte die Photoproduktion von Pionen und Cherenkov-Strahlung von Schauern der kosmischen Höhenstrahlung in der Atmosphäre.
1964 entdeckte er die Möglichkeit der Polymerisation mit Stosswellen.
Er war Träger des Leninpreises und Mitglied der Russischen Akademie der Wissenschaften (korrespondierendes Mitglied 1962, Vollmitglied 1981) und der Leopoldina (1976) sowie seit 1985 auswärtiges Mitglied der Akademie der Wissenschaften der DDR. 1987 wurde er in die American Academy of Arts and Sciences gewählt, 1989 in die American Philosophical Society, 1990 in die Academia Europaea und 1995 in die National Academy of Sciences. 1975 wurde er Fellow der American Physical Society. 1996 wurde er mit der Semjonow-Goldmedaille und 1975 mit der Mendelejew-Goldmedaille der Russischen Akademie der Wissenschaften ausgezeichnet.
Goldanski war 1987 bis 2001 Präsident des russischen Pugwash Komitees. 1984 bis 1987 war er Vizepräsident der International Union of Pure and Applied Physics (IUPAP).
Er war mit einer Tochter von Nikolai Nikolajewitsch Semjonow verheiratet.